# 大野貴保
大野 貴保（おおの たかやす、1963年 - ）は、日本の元俳優。東京都中野区出身。明星学園、文化学院文学科演劇コース卒業。

## 人物
1980年代を中心に活動も、30代半ばで引退。引退後は長らく公の場に姿を見せていなかったが、2016年に小林まさひろと共に映画「の・ようなもの のようなもの」で銀幕復帰を果たした。

## 出演作

### 映画
- ねらわれた学園（1981年、東宝） - 小川 役
- の・ようなもの（1981年、日本ヘラルド） - 志ん菜 役
- の・ようなもの のようなもの（2016年、松竹） - 志ん菜 役

### オリジナルビデオ
- 若者気分の基礎知識（1985年、東芝映像ソフト） - 秋山新一 役

### テレビドラマ
- ピーマン白書（1980年、フジテレビ） - 小林牛太 役
- 父母の誤算（1981年、TBS） - 中野武 役
- セーラー服と機関銃（1982年、フジテレビ） - 奥沢哲夫 役
- 世にも奇妙な物語「楊貴妃の双六」（1990年4月19日、フジテレビ） - 清原浩二 役